# Astrid Løke
Astrid Vasvik Løke (* 23. Juli 2002 in Sandefjord, Norwegen) ist eine norwegische Handballspielerin, die für den norwegischen Erstligisten Larvik HK auflief. Sie wird auf den Positionen Rückraum rechts und Rechtsaußen eingesetzt.

## Karriere
Løke spielte anfangs beim norwegischen Verein IL Runar Sandefjord und wechselte im Jahr 2021 zum norwegischen Erstligisten Larvik HK. In der Spielzeit 2022/23 lief sie zusätzlich für Larvik Turn, die Nachwuchsmannschaft von Larvik HK, auf, die in der zweithöchsten norwegischen Spielklasse antrat. Am 12. Januar 2024 zog sich die Linkshänderin im Training einen Kreuzbandriss zu, woraufhin sie bis zum Februar 2025 verletzungsbedingt ausfiel. Im Sommer 2025 kehrte sie zum IL Runar Sandefjord zurück.

## Sonstiges
Ihre Tanten Heidi Løke und Lise Løke sowie ihr Onkel Frank Løke sind ehemalige norwegische Handballnationalspieler.